# 柴田菜月
柴田 菜月（しばた なつき、1986年1月4日 - ）は、愛知県出身の女性モデル、元レースクイーン。愛称は、Natsu（ナツ）。

## 略歴
- 1986年1月4日：愛知県にて3人姉妹の次女（姉と妹がいる[1]）として生まれる。
- 2007年：SUPER GT「WOODONE KONDO RACING」でレースクイーンを務める（他のメンバーは村川敦子と蔀昌子）。
- 2008年：オートサロンイメージガール「A-class」として活動。
- 2009年6月：アリュール[2]からセントラルジャパンに移籍。同年12月9日より“Natsu”名義で活動していた。
- 2011年11月15日：自身のブログで同年1月4日に入籍していたことを発表。同年3月26日にハワイで式を挙げ、8月14日に第一子となる女児を出産した[3]。

## 人物
- 趣味:パソコン、買い物、料理
- 特技:ダンス、バレーボール
- 好きな色：ピンク、緑
- 簿記2級の資格を持っている。

## 作品

### CD
- TOKYO AUTOSALON presents EVOLUTION #04 （2007年12月26日、avex trax）
  - 曲名『Don't Make Me Cry』

## 出演
- Pluspo（2010年、東海テレビ）